# Baia di Frenchman
La baia di Frenchman è una grossa insenatura che si trova nella Contea di Hancock (Maine, Stati Uniti) e che deve il suo nome a Samuel de Champlain, l'esploratore francese che la visitò nel 1604. Essa potrebbe essere la località della Missione gesuita di San Salvatore, fondata nel 1613.
Nel 1960, in un libro dal titolo The Story of Mount Desert Island, Samuel Eliot Morison scrisse:
(Samuel Eliot Morison)
La baia confina a est con la Penisola di Shoodic, a ovest con l'Isola di Mount Desert; parti di entrambi si trovano nel Parco nazionale di Acadia. 
Essa contiene numerose isole, la più ampia delle quali è l'isola di Ironbound. Il punto più elevato delle isole della baia si trova sull'isola di Jordan. Il centro abitato più grande è Bar Harbor, sull'Isola di Mount Desert.
La baia si estende in lunghezza per circa 24 km e ha una larghezza massima di 11 km.